# Épeios (syn Endymióna)
Épeios (starořecky Ἐπειός, latinsky Epeius) je v řecké mytologii syn Endymiona a Asterodie (podle jiné verze Chromie, nebo Hyperippé).
Épeios měl tři sourozence, bratry Paióna, Aitola a sestru Eurykydu. Když bratři dospěli, otec rozhodl, že jeho nástupcem se stane ten z nich, kdo zvítězí běžecké soutěži na olympijských hrách. Zvítězil Épeios a po svém otci v Elidě dobyl trůn.
Eliďané pak během jeho vlády svou zemi pojmenovali po něm. Mladý král se oženil s Anaxirhoé, dcerou Koróna. Manželům se narodila dcera Hyrminé, která se později provdala za Lapitha Forba.
Épeios nepanoval dlouho, zemřel mladý bez mužského potomka. Jeho následníkem se stal bratr Aitólos.